# Novi Velia
Novi Velia é uma comuna italiana da região da Campania, província de Salerno, com cerca de 2.052 habitantes. Estende-se por uma área de 34 km², tendo uma densidade populacional de 60 hab/km². Faz fronteira com Campora, Cannalonga, Ceraso, Cuccaro Vetere, Futani, Laurino, Montano Antilia, Rofrano, Vallo della Lucania.

## Demografia
| Variação demográfica do município entre 1861 e 2011                               |
|                                                                                   |
| Fonte: Istituto Nazionale di Statistica (ISTAT) - Elaboração gráfica da Wikipedia |